# Czesław Majewski
Czesław Jerzy Majewski (ur. 14 czerwca 1939 w Łodzi) – polski kompozytor, dyrygent, pianista, artysta kabaretowy oraz aktor.

## Życiorys
Naukę muzyki rozpoczął jako sześcioletni chłopiec. W 1963 ukończył Wydział Instrumentalny Państwowej Wyższej Szkoły Muzycznej w Łodzi w klasie fortepianu Emmy Altberg. Podczas studiów podjął współpracę z prowadzoną przez Henryka Debicha Orkiestrą Rozrywkową PRiTV, występował także z zespołem Andrzeja Orłowskiego Tiger Rag. W latach 1963–1969 pracował w Radiu Łódź. Między 1966 a 1969 był również kierownikiem muzycznym Estrady Łódzkiej. W latach 1974–1978 pracował jako dyrygent w warszawskim Teatrze na Targówku, współpracował również ze Stołeczną Estradą. Pomiędzy 1978 i 1981 był kierownikiem muzycznym Teatru Komedia w Warszawie, a następnie (1981–1998) – Teatru Syrena. Był dyrygentem na Festiwalu Piosenki Radzieckiej w Zielonej Górze, a także na Krajowym Festiwalu Piosenki Polskiej w Opolu.
Był pianistą-akompaniatorem Violetty Villas, z którą koncertował m.in. po USA i Kanadzie. Prowadził też w latach 60. i 70. XX wieku zespół akompaniujący w „Podwieczorku przy Mikrofonie”.
Popularność przyniosły mu występy w telewizyjnym Kabarecie Olgi Lipińskiej. oraz programach muzycznych „Śpiewające fortepiany” (TVP2) i „Singa Dinga” (TV Puls).
Czesław Majewski jest kompozytorem melodii do pieśni Marsz Sybiraków. Jest również współautorem piosenek, m.in.:
- Znaki zapytania zespołu Gawęda (sł. Tomasz Jastrun, muz. Piotr Marczewski, aranż. Czesław Majewski)
- W oczach twych (muz. Czesław Majewski)
- Biało czerwona (muz. Czesław Majewski, sł. Marek Wawrzkiewicz, wyk. Krzysztof Cwynar)
- Ja go znajdę z repertuaru Danuty Rinn (muz. Czesław Majewski, sł. Andrzej Bianusz)
- Po złocie, po zieleni (muz. Czesław Majewski)

Wystąpił na Kabaretonie Opolskim 2013 „Trwaj dato ważności!” jako ochroniarz sklepu. Wziął udział także w Koncercie Jubileuszowym Krajowym Festiwalu Piosenki Polskiej Opole 2013.

## Życie prywatne
Żonaty z aktorką Stanisławą Kowalczyk-Majewską. Ze związku małżeńskiego z Barbarą Kwapińską ma syna Piotra Majewskiego, polskiego dziennikarza i producenta oraz córkę Katarzynę Majewską de Figueiredo, skrzypaczkę Orquestra Sinfónica Portuguesa w Lizbonie.

## Filmografia
Obsada aktorska
- 2013 – Ojciec Mateusz (serial TV) – kolekcjoner Kozłowski
- 2008 – Nie kłam kochanie
- 2006 – Apetyt na miłość (serial TV) – odc.8: jako pianista
- 2002 – Plebania (serial TV) – jako Witold Maria Dąb-Dębicki „Maestro”
- 1998 – Złoto dezerterów – jako „ociemniały” harmonista
- 1995 – Pułkownik Kwiatkowski
- 1994 – Gwiazdy tamtych lat – Rena Rolska (film dokumentalny) – jako on sam
- 1985 – Rośliny trujące
- 1981 – Wojna światów – następne stulecie – jako recepcjonista w hotelu
- 1980 – Nasze podwórko (serial TV) – jako dyrygent

Źródło: Filmpolski.
Muzyka
- 2009 – Dom serca (film dokumentalny)
- 1988 – Wielka pardubicka (film animowany)
- 1980 – Pomnik (film dokumentalny)
- 1975 – Beksa
- 1970 – Walcząca satyra (film dokumentalny)
- 1968 – Śladami Kopernika (film dokumentalny)
- 1965 – Na Śnieżkę (film dokumentalny)
- 1965 – Produkt – Funkcja – Forma (film dokumentalny)
- 1965 – Dwa tygodnie lata (film fabularny-krótkometrażowy)
- 1965 – Polska rzeźba współczesna (film dokumentalny)
- 1965 – W Szczecinie (film dokumentalny)
- 1965 – Walizka (film dokumentalny)
- 1964 – Na turystycznych szlakach (film dokumentalny)

Źródło: Filmpolski.

## Teatr
- 2007 – Uwaga! Bajki na drodze (reż. Marcin Ehrlich) – muzyka (Olsztyński Teatr Lalek)
- 2007 – Kopciuszek (reż. Karol Stępkowski) – opracowanie muzyczne (Teatr Bajka, Warszawa)
- 2006 – Cud mniemany, czyli Krakowiacy i Górale – kierownictwo muzyczne i opracowanie muzyczne
- 2006 – Pastorałka – przygotowanie muzyczne,
- 2006 – Won! (reż. Barbara Borys-Damięcka) – kierownictwo muzyczne oraz postać: Solista Ludowy (Teatr Syrena, Warszawa)
- 2004 – Opera za trzy grosze (reż. Laco Adamik) – dyrygent (Teatr Syrena, Warszawa)
- 2004 – Ciotka Karola (reż. Waldemar Matuszewski) – kierownictwo muzyczne (Teatr Syrena, Warszawa)
- 2003 – Trzewiki szczęścia (reż. Barbara Borys-Damięcka) – kierownictwo muzyczne i opracowanie, aranżacje (Teatr Syrena, Warszawa)
- 2003 – Party (reż. Barbara Borys-Damięcka) – muzyka oraz postać: Akompaniator (Teatr Syrena, Warszawa)
- 2002 – Pułapka na myszy (reż. Jan Bratkowski) – aranżacja muzyczna (Teatr Nowy im. G. Morcinka, Zabrze)
- 2002 – Pułapka na myszy (reż. Jan Bratkowski) – aranżacja muzyczna (Teatr im. A. Mickiewicza, Częstochowa)
- 2001 – Pułapka na myszy (reż. Jan Bratkowski) – aranżacja muzyczna (Teatr Polski, Warszawa)
- 2001 – Król Ból (reż. Karol Stępkowski) – opracowanie muzyczne i aranżacje (Teatr Nowy, Warszawa)
- 2001 – Kopciuszek (reż. Karol Stępkowski) – opracowanie muzyczne (Teatr Komedia, Warszawa)
- 2000 – Kopciuszek (reż. Zbigniew Marek Hass) – opracowanie muzyczne i aranżacje (Teatr im. St. Jaracza, Olsztyn)
- 1999 – Niech no tylko zakwitną jabłonie (reż. Wojciech Kościelniak) – aranżacja (Teatr Telewizji)
- 1998 – Szeptem... w taką noc (reż. Barbara Borys-Damięcka) – kierownictwo muzyczne (Teatr Syrena, Warszawa)
- 1997 – Rozkoszna dziewczyna (reż. Barbara Borys-Damięcka) – kierownictwo muzyczne (Teatr Syrena, Warszawa)
- 1997 – Kopciuszek (reż. Karol Stępkowski) – opracowanie muzyczne i aranżacja (Teatr im. A. Mickiewicza, Częstochowa)
- 1996 – Warszawka (z) bawi się (reż. Zbigniew Korpolewski) – kierownictwo muzyczne wraz z Robertem Obcowskim (Teatr Syrena, Warszawa)
- 1996 – Królowa przedmieścia (reż. Barbara Borys-Damięcka) – muzyka, kierownictwo muzyczne oraz aranżacja (Teatr Syrena, Warszawa)
- 1995 – Książę i żebrak (reż. Zbigniew Bogdański) – kierownictwo muzyczne (Teatr Syrena, Warszawa)
- 1995 – Irena do... Benefis Ireny Kwiatkowskiej (reż. Zbigniew Korpolewski) – kierownictwo muzyczne (Teatr Syrena, Warszawa)
- 1994 – Cafe „Pod Minogą” (reż. Zbigniew Korpolewski) – kierownictwo muzyczne (Teatr Syrena, Warszawa)
- 1993 – Tych lat nie odda nikt (reż. Zbigniew Korpolewski) – kierownictwo muzyczne wraz z Ryszardem Poznakowskim (Teatr Syrena, Warszawa)
- 1993 – Maniery miłosne (reż. Zbigniew Korpolewski) – postać: Muzyk na stanowisku oraz kierownictwo muzyczne (Teatr Syrena, Warszawa)
- 1993 – Król Ból (reż. Karol Stępkowski) – opracowanie muzyczne i aranżacja (przedstawienie impresaryjne)
- 1992 – W inne czasy (reż. Krzysztof Jaślar) – kierownictwo muzyczne wraz z Ryszardem Poznakowskim (Teatr Syrena, Warszawa)
- 1991 – Taniec kogutów (reż. Zbigniew Korpolewski) – muzyka i kierownictwo muzyczne (Teatr Syrena, Warszawa)
- 1991 – Kopciuszek (reż. Karol Stępkowski) – postać: Egzotyczny Gość (Teatr Północny, Warszawa)
- 1990 – Nie trzeba się zarzekać (reż. Olga Lipińska) – opracowanie muzyczne (Teatr Telewizji)
- 1990 – Obyś żył w ciekawych czasach (reż. Witold Filler) – muzyka i kierownictwo muzyczne (Teatr Syrena, Warszawa)
- 1990 – Broadway róg Litewskiej (reż. Witold Filler) – kierownictwo muzyczne i opracowanie muzyczne (Teatr Syrena, Warszawa)
- 1989 – Roxy (reż. Tadeusz Pluciński) – muzyka (Teatr Syrena, Warszawa)
- 1988 – W zielonozłotym Singapurze (reż. Witold Filler) – kierownictwo muzyczne i opracowanie muzyczne (Teatr Syrena, Warszawa)
- 1987 – Szalone lata (reż. Witold Filler) – postać: Pan Czesio oraz kierownictwo muzyczne (Teatr Syrena, Warszawa)
- 1987 – Piczomira królowa Branlomanii (reż. Zdzisław Leśniak) – kierownictwo muzyczne (Teatr Syrena, Warszawa)
- 1986 – My Fair Lady (reż. Ryszard Pietruski) – kierownictwo muzyczne i dyrygentura (Operetka Warszawska)
- 1985 – Wiele hałasu o pchłę (reż. Roman Kłosowski) – instrumentacja (Teatr Syrena, Warszawa)
- 1985 – Madame Sans-Gene (reż. Bogusława Czosnowska) – aranżacja muzyczna wraz z B.Matrackim, S.Rudko (Teatr Muzyczny, Poznań)
- 1985 – Huśtawka (reż. Wojciech Kępczyński) – kierownictwo muzyczne i dyrygentura (Teatr Muzyczny, Gdynia)
- 1985 – Co kto lubi (reż. Witold Filler) – kierownictwo muzyczne (Teatr Syrena, Warszawa)
- 1984 – Jak się nie kręć (reż. Olga Lipińska) – obsada aktorska (Teatr Telewizji)
- 1984 – Seks i pieniądze (reż. Witold Filler) – muzyka (Teatr Syrena, Warszawa)
- 1984 – Huśtawka (reż. Ryszard Pietruski) – kierownictwo muzyczne i dyrygentura (Operetka Warszawska)
- 1983 – Seks i polityka (reż. Witold Filler) – muzyka (Teatr Syrena, Warszawa)
- 1983 – Kłopot z dziewczyną perkusisty (reż. Roman Kłosowski) – opracowanie muzyczne (Teatr Syrena, Warszawa)
- 1982 – Festiwal za 100 zł. (reż. Witold Filler) – kierownictwo muzyczne (Teatr Syrena, Warszawa)
- 1981 – Ja się nie boję braci Rojek (reż. Olga Lipińska) – aranżacja muzyczna wraz z R. Czubatym, K. Knittlem (Teatr Komedia, Warszawa)
- 1981 – Fachowcy (reż. Jerzy Gruza) – aranżacja muzyczna (Teatr Komedia, Warszawa)
- 1980 – Krasnoludki, krasnoludki (reż. Włodzimierz Nurkowski) – aranżacja muzyczna wraz z Mirosławem Jastrzębskim (Teatr im. St. Jaracza, Łódź)
- 1979 – Siódme – mniej kradnij (reż. Olga Lipińska) – dyrygent (Teatr Komedia, Warszawa)
- 1979 – Krasnoludki, krasnoludki (reż. Zygmunt Wojdan) – aranżacja muzyczna wraz z Mirosławem Jastrzębskim (Teatr Powszechny im. J. Kochanowskiego, Radom)
- 1979 – Krasnoludki, krasnoludki (reż. Wojciech Pokora) – aranżacja muzyczna i dyrygentura (Teatr Komedia, Warszawa)
- 1976 – O zachowaniu przy stole (reż. Marian Jonkajtys) – dyrygent i aranżacje (Teatr na Targówku, Warszawa)
- 1975 – Kto chce piosenkę (reż. Marian Jonkajtys) – opracowanie muzyczne wraz z Włodzimierzem Korczem (Teatr na Targówku, Warszawa)
- 1974 – Gdy wróciły gołębie (reż. Marian Jonkajtys) – opracowanie muzyczne i aranżacja wraz z Włodzimierzem Korczem (Teatr na Targówku, Warszawa)

Źródło: Encyklopedia Teatru Polskiego.

## Odznaczenia
- Złoty Krzyż Zasługi (2020)[7]
- Złoty Medal „Zasłużony Kulturze Gloria Artis” (2025)[8]
- Srebrny Medal „Zasłużony Kulturze Gloria Artis” (2017)[9]
- Odznaka Honorowa „Zasłużony dla Mazowsza” (2025)[10][11]
- Odznaka Honorowa Zasłużonego dla Warszawy (2019)[12]
- Medal ZAiKS-u (2008)[13]

## Nagrody i wyróżnienia
- Nagroda Artystyczna Polskiej Estrady „Prometeusz” (1996)
- II nagroda na Międzynarodowym Festiwalu Piosenki w Sopocie za piosenkę Znajdę miłość (1976)
- VI nagroda na festiwalu w Słonecznym Brzegu w Bułgarii za piosenkę W oczach twych (1975)
- nagroda za aranżację na Festiwalu Piosenki Żołnierskiej Kołobrzeg ’73 (1973)
- wyróżnienie na Krajowym Festiwalu Piosenki Polskiej Opole ’72 za piosenkę Za mało było tej miłości (1972)
- wyróżnienie na Krajowym Festiwalu Piosenki Polskiej Opole ’71 za Song o oczekiwaniu (1971)
- wyróżnienie na Krajowym Festiwalu Piosenki Polskiej Opole ’70 za Jak być kochaną (1970)
- Nagroda Komitetu ds. Radia i TV, zespołowa, dla realizatorów programu „Śpiewki stare, ale jare” (1968)[14]
- I nagroda w Ogólnopolskim Konkursie Polskiego Radia za piosenkę Biało-czerwona (1968)
- I nagroda (z Leszkiem Bogdanowiczem) za prezentowany na konkursie w Paryżu program estradowy Grand Music-Hall de Varsovie (1966)

Źródło: Cyfrowa Biblioteka Polskiej Piosenki.